# Казимир Лейно
Казимир Лейно (настоящие имя и фамилия — Казимир Агафон Ленбум) (фин. Kasimir Leino; 17 февраля 1866 , Палтаниеми (волость Палтамо), Великое княжество Финляндское, Российская империя (ныне Кайнуу, Финляндии) — 18 марта 1919, Хельсинки) — финский поэт, писатель, журналист, литературный критик, театральный режиссёр, театральный деятель, теоретик. Доктор наук (1896).

### Происхождение и детские годы
Родился в многодетной семье. Отец Лейно принадлежал к древнему роду Мустоненов, первоначально происходившему из Туусниеми и предположительно в начале XVIII века перебравшемуся в Липери. Отец Лейно изменил свою фамилию с Мустонен на Ленбум для того, чтобы продвинуться в карьере. Родителями матери были владелец усадьбы Туокслахти, расположенной рядом с городом Сортавала, армейский капитан Карл Хенрик Кюрениус, в роду которого были и служители церкви, и военные. Бабушка Лейно по линии матери Эмилия Катарина Швиндт была дочерью коронного фогта, полковника из Кексгольма (ныне Приозерск). Старший брат поэта Эйно Лейно.
Принадлежал к группе писателей реалистов «Молодая Финляндия», был одним из её теоретиков и идеологов. Известный поэт-реалист, автор нескольких стихотворных сборников, прозаических произведений, игравшим заметную роль в литературной жизни Финляндии.
Поэт-лирик, обладающий научным образованием, пылкий и восторженный певец свободы и наслаждения жизнью и большой мастер изящного стиха. Его идеи не всегда самостоятельны, но он умел придавать им художественную форму и даже некоторую философскую окраску. Особенно он известен своими многочисленными  стихотворениями.
Творчеству К. Лейно свойственны антибуржуазные тенденции, сатирическая направленность против реакционных общественных явлений.
В сборниках рассказов «Элли из Еммала» (1886) и «Из жизни» (1889), сборниках стихов «Поэтические опыты» (1888), «Перекрестные волны» (Ristiaallukossa, 1890), «На просторные воды» (Valjemmille vesille, 1893), «Стихотворения» (1895) показал правдивые картины жизни трудящихся.
В стихотворной исторической драме «Яакко Илкка и Клаус Флеминг» (1901) воссоздал события крестьянского восстания XVI века в Финляндии.
Был руководителем театра и режиссёром, основал журнал «Nykyaika» («Наше время»). Работал литературным, художественным и театральным критиком
в газете Päivälehti.
Похоронен на кладбище Хиетаниеми в Хельсинки.